# Коттье, Жорж-Мари-Мартен
Жорж Мари Мартен Коттье (фр. Georges Marie Martin Cottier; 25 апреля 1922, Каруж, Швейцария — 31 марта 2016, Ватикан) — швейцарский кардинал, доминиканец, крупный католический философ и богослов. Про-богослов Папского Дома c 1990 по 1 декабря 2005. Титулярный архиепископ Тулльи с 7 по 21 октября 2003. Кардинал-дьякон с титулярной диаконией Санти-Доменико-э-Систо с 21 октября 2003 по 12 июня 2014. Кардинал-священник с титулом церкви pro hac vice с Санти-Доменико-э-Систо с 12 июня 2014.

## Биография
В 1945 году вступил в доминиканский орден. Имел степень лиценциата классической литературы, в 1945 году вступил в орден доминиканцев. Изучал философию, католическую теологию и литературу в Фрибурге и Риме. 2 июля 1951 года рукоположён в священники. В 1959 году в Женеве защитил докторскую научную степень по теме «Атеизм раннего Карла Маркса и его гегелевские источники». Был теологическим экспертом во время Второго Ватиканского Собора и советником Секретариата для работы с неверующими. Являлся экспертом-богословом при архиепископе французского города Экс-ан-Прованс Шарля де Провашера, а затем — при швейцарском кардинале Шарле Журне. Позже возглавил Доминиканский центр в Женеве.
С 1960 года преподавал современную философию в Женевском университете и систематическую философию в Университете Фрибурга. Был редактором журнала «Nova et Vetera». С 1970 читал лекции во Фрибурском университете.
В 1986 году был назначен папой Иоанном Павлом II членом Международной богословской комиссии и в 1990 году — богословом Папского дома. На этом посту занимался оценкой с богословской точки зрения всех текстов, которые публиковал или произносил папа, за исключением дипломатических документов. 7 октября 2003 года назначен титулярным епископом Туллии и 20 октября этого же года рукоположён в епископа. 21 октября 2003 года Иоанн Павел II избрал его кардиналом.
Скончался 31 марта 2016 года. Погребальная месса состоялась утром 2 апреля в Ватиканской базилике св. Петра. Погребение почившего возглавил кардинал Анджело Содано, декан Коллегии кардиналов.